# Desa Baru (Rambutan)
Desa Baru is een bestuurslaag in het regentschap Banyuasin van de provincie Zuid-Sumatra, Indonesië. Desa Baru telt 867 inwoners (volkstelling 2010).